# ユナイテッドショアリーグ
ユナイテッド・ショア・プロフェッショナル・ベースボール・リーグ（United Shore Professional Baseball League, 略称：USPBL）は、アメリカ合衆国のミシガン州で活動しているプロ野球独立リーグ。

## 概要
2016年に3チームで発足。2017年より4チームでリーグ戦を行っている。
リーグは5月中旬から9月上旬までの木曜日から日曜日に、各チーム約44試合の公式戦とポストシーズンを行っている。
このリーグの大きな特色は、各チームは本拠地球場を持たず、全ての試合をミシガン州デトロイト郊外のウティカにあるジミー・ジョンズ・フィールド（4,500人収容）で開催している。
所属選手の年齢は、大学を卒業したばかりかマイナーリーグ（MiLB）や他の独立リーグとの契約を打ち切られた18歳から25歳に限定しており、活躍した選手にマイナーリーグと契約する機会を与えることを目的の一つとしている。創設から2018年までに27人、2019年は9人、2020年は1人、2021年は8人、2022年は1人がマイナーリーグとの契約を手にした。2019年にランディ・ドブナックがミネソタ・ツインズでメジャーデビューし、リーグ出身者初のメジャーリーガーが誕生した。

## リーグ構成球団
2023年シーズン
| 地区                                         | チーム名                                 | 英語表記                 | 参加年 |
| -------------------------------------------- | ---------------------------------------- | ------------------------ | ------ |
| 東地区                                       | ウティカ・ユニコーンズ                   | Utica Unicorns           | 2016   |
| 東地区                                       | イーストサイド・ダイヤモンド・ホッパーズ | Eastside Diamond Hoppers | 2016   |
| 西地区                                       |                                          |                          |        |
| バーミンガム・ブルームフィールド・ビーバーズ | Birmingham Bloomfield Beavers            | 2016                     |        |
| ウエストサイド・ウーリー・マンモス           | Westside Woolly Mammoths                 | 2017                     |        |

## 歴代優勝チーム
- 2016年 ウティカ・ユニコーンズ
- 2017年 バーミンガム・ブルームフィールド・ビーバーズ
- 2018年 バーミンガム・ブルームフィールド・ビーバーズ
- 2019年 ウティカ・ユニコーンズ
- 2020年 ウティカ・ユニコーンズ
- 2021年 ウティカ・ユニコーンズ
- 2022年 バーミンガム・ブルームフィールド・ビーバーズ
- 2023年 ウティカ・ユニコーンズ[5]
- 2024年 バーミンガム・ブルームフィールド・ビーバーズ[6]